# Placówka Straży Celnej „Czercz”

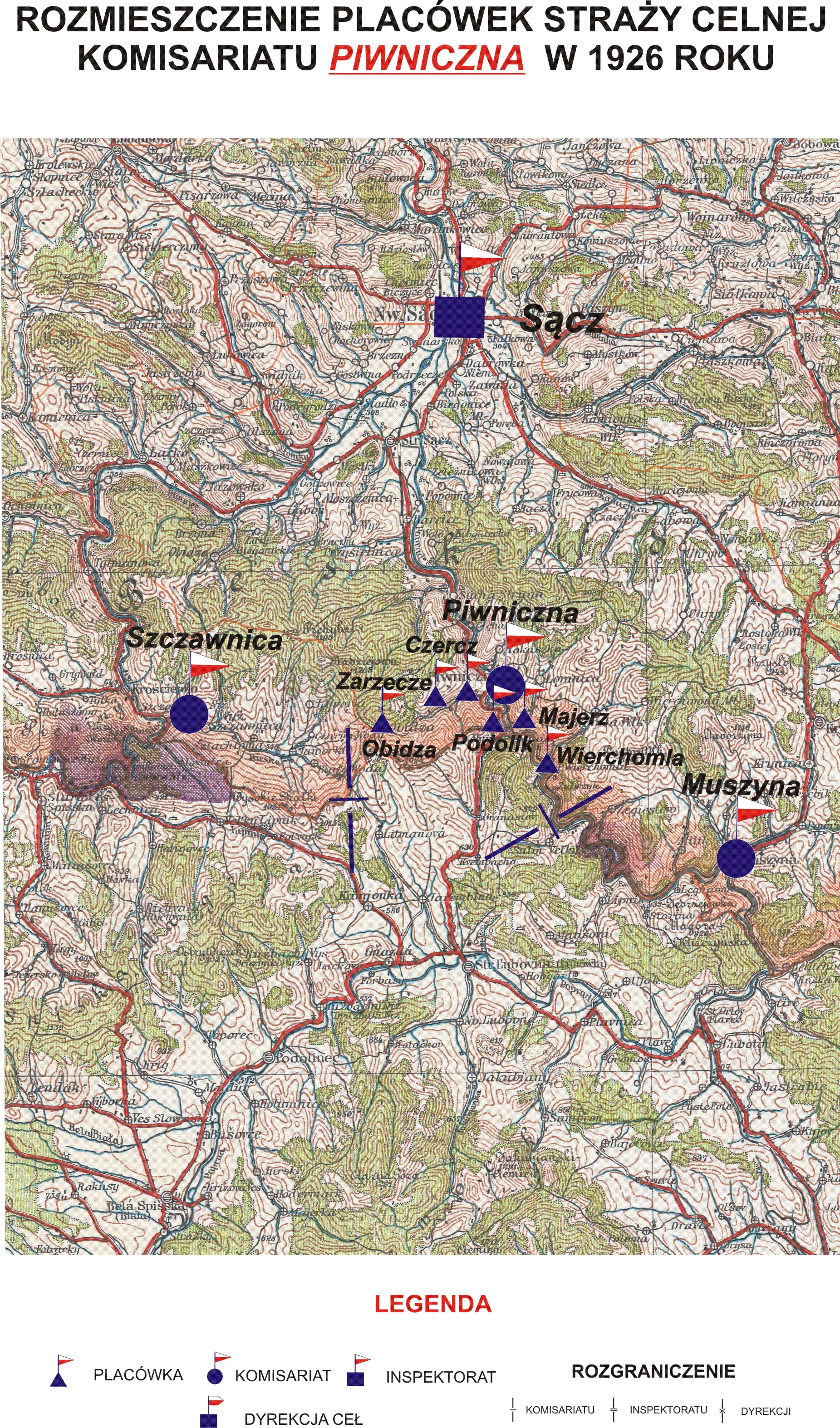
Piwniczna Komisariat SC 1926

Placówka Straży Celnej „Czercz” – jednostka organizacyjna Straży Celnej pełniąca w okresie międzywojennym służbę ochronną na granicy polsko-czechosłowackiej.

## Formowanie i zmiany organizacyjne
Na wniosek Ministerstwa Skarbu, uchwałą z 10 marca 1920 roku, powołano do życia Straż Celną. Od połowy 1921 roku jednostki Straży Celnej rozpoczęły przejmowanie odcinków granicy od pododdziałów Batalionów Celnych. Proces tworzenia Straży Celnej trwał do końca 1922 roku. Placówka Straży Celnej „Czercz” weszła w podporządkowanie komisariatu Straży Celnej „Piwniczna” z Inspektoratu SC „Sącz”.
W drugiej połowie 1927 roku przystąpiono do gruntownej reorganizacji Straży Celnej. W praktyce skutkowało to rozwiązaniem tej formacji granicznej. Ochronę północnej, zachodniej i południowej granicy państwa przejęła powołana z dniem 2 kwietnia 1928 roku Straż Graniczna.
Rozkazem nr 7 z 25 września 1929 roku w sprawie reorganizacji i zmian dyslokacji Małopolskiego Inspektoratu Okręgowego komendant Straży Granicznej płk Jan Jur-Gorzechowski określił numer i nową strukturę samodzielnego już komisariatu SG „Piwniczna”. Placówka SG I linii „Czercz” weszła w jego skład.

## Funkcjonariusze placówki
Kierownicy placówki
| stopień    | imię i nazwisko, numer | okres pełnienia służby | kolejne stanowisko |
| ---------- | ---------------------- | ---------------------- | ------------------ |
| przodownik | Władysław Gacek (162)  | był w 1926             |                    |

Obsada personalna placówki w 1926:
- przodownik Władysław Gacek (162)
- przodownik M. Wawrzynkiewicz (68)
- strażnik Stanisław Henicz (329)
- strażnik Antoni Nowak (292)
- strażnik Wacław Sopniewski (1265)
- strażnik Franciszek Korzeniowski (1828)
- strażnik Karol Lasek (2045)
- strażnik Andrzej Rudek (1156)